# 细叶野牡丹
细叶野牡丹（学名：Melastoma intermedium）是野牡丹科野牡丹属的植物。分布在台灣以及中国的贵州、福建、广西、广东等地，生长于海拔1,300米的地区，见于地区的山坡或田边矮草丛中，目前尚未由人工引种栽培。

## 别名
山公榴（海南），铺地莲（棯）（广西），水社野牡丹（台湾）